# Palác řeckokatolických biskupů
Palác řeckokatolických biskupů v Přemyšlu (Pałac Biskupów Greckokatolickich w Przemyślu) byl postaven v letech 1898–1900, v novobarokním stylu, dle projektu R. Halického. O jeho výstavbu se zásadně zasloužil biskup Konstantin Czechowicz (biskupem 1896–1915).
Po 2. světové válce byl tehdejší biskup z paláce vykázán, zatčen a budova byla převzata do vlastnictví státu. Objekt byl v letech 1969–1977 značně přestavěn a upraven pro sídlo "Národního muzea Přemyšlska" (Muzeum Narodowe Ziemi Przemyskiej).
V současné době je budova vrácena řeckokatolické církvi, sídlí v ní mateřská školka a "Národní muzeum Přemyšlska" bylo přemístěno do nově postavené budovy v centru města (pl. Berka Joselewicza).